# Thyenula magna
Thyenula magna es una especie de araña saltarina del género Thyenula, familia Salticidae. Fue descrita científicamente por Wesołowska & Haddad en 2009.
Habita en Sudáfrica.